# Герус Борис Степанович
Борис Степанович Ге́рус (24 липня 1905, Петровірівка — 4 березня 1998, Одеса) — український живописець; член Спілки радянських художників України з 1947 року.

## Біографія
Народився 11 [24] липня 1905 року в селі Петровірівці (нині Березівський район Одеської області, Україна). Протягом 1930—1936 років навчався в Одеському художньому училищі, був учнем Павла Волокидіна. Дипломна робота — картина «Збір винограду» (керівник Теофіл Фраєрман).
Брав участь у німецько-радянській війні. Воював у артилерійських підрозділах. Нагороджений орденом Вітчизняної війни II ступені (6 квітня 1945), медалями «За бойові заслуги» (12 лютого 1943; 12 червня 1944), «За оборону Одеси» (22 вересня 1943), «За оборону Кавказу» (1 травня 1944). Член ВКП(б) з 1944 року.
Після війни, протягом 15 років, очолював Одеську картинну галерею. Мешкав в Одесі в будинку на вулиці Чкалова, № 1, квартира № 3 та у будинку на вулиці Канатній, № 75, квартира № 10. Помер в Одесі 4 березня 1998 року.

## Творчість
Працював у галузі станкового живопису, майстер пейзажу, натюрморту та тематичної картини. Серед робіт:
- «Сірий день» (1937);
- «На пасовище» (1937);
- «Ворог над містом» (1947);
- «Пожежа в порту» (1947, Одеський історико-краєзнавчий музей);
- «Урожай» (1948);
- «Бригадири-рільники» (1949);
- «Біля Кримських берегів» (1952);
- «Після спекотного дня» (1954);
- «Сутінки на морі» (1957);
- «Штиль» (1962);
- «Виноградники» (1963);
- «Кримський пейзаж» (1964);
- «Рідна сторона» (1965);
- «Кримський пейзаж» (1965);
- «Степові простори» (1966);
- «Золота пора» (1969);
- «Вечір над Дніпром» (1969);
- «Поле» (1974);
- «Осіння пора. Похитується жито незжате» (1975);
- «Хлібне поле» (1976);
- «Пейзаж із річкою» (1980-ті).

Брав участь у республіканських виставках з 1937 року, всесоюзних — з 1965 року, зарубіжних — з 1966 року. Персонально виставка його робіт відбулася в Одесі у 1950 році.
Крім згаданого музею, твори художника зберігаються в Національному художньому музеї України в Києві, в обласних музеях України, а також у приватних колекціях в Україні та за її межами.